# (32642) 2601 P-L
2601 P-L (asteroide 32642) é um asteroide da cintura principal. Possui uma excentricidade de 0.04290910 e uma inclinação de 2.84518º.
Este asteroide foi descoberto no dia 24 de setembro de 1960 por Cornelis Johannes van Houten e Ingrid van Houten-Groeneveld e Tom Gehrels em Palomar.